# خیرک
خیرک، روستایی است از توابع بخش ارم در شهرستان دشتستان استان بوشهر ایران.

## جمعیت
این روستا در دهستان ارم قرار داشته و براساس سرشماری سال ۱۳۸۵ جمعیت آن ۱۶۷نفر (۴۲خانوار) می‌باشد.

## مردم
اهالی این روستا از ایل قشقایی ، طایفه فارسیمدان هستند و به زبان ترکی قشقایی سخن می گویند.